# برايان شانون
برايان شانون (بالإنجليزية: Brian Shannon)‏ هو كاتب أمريكي، ولد في 16 نوفمبر 1967 في أورورا في الولايات المتحدة.